# Aérodrome de Besançon - Thise
Pour les articles homonymes, voir Aéroport de Besançon.
L'aérodrome de Besançon-Thise (code IATA : QBQ • code OACI : LFSA) est un aérodrome français situé sur la commune franc-comtoise de Thise, à 5 km au nord-est de Besançon, dans le département du Doubs.
Ses hangars à avions sont classés Monument historique et « Patrimoine du XXe siècle » par le ministère de la Culture.

## Géographie
L'aérodrome se situe à 5 km au nord-est de Besançon, en Franche-Comté, dans la plaine de Thise, sur une vaste étendue plane et en herbe (inondable lors des crues du Doubs), le long de la RN83, sur l'axe Besançon-Mulhouse.

## Fonctionnement
L'aérodrome héberge environ 150 membres répartis en 5 associations :
- Avion (Association Vol Moteur de l'Aéroclub du Doubs : AVMACD)
- Planeur (Centre de Vol à Voile de l'Aéroclub du Doubs : CVVACD)
- ULM (Club Ecole de l'Aéroclub du Doubs : ULM Thise)
- (Association de propriétaires d'ULM : Les Lépidoptères)
- Modélisme aérien (les Aigles comtois)

## Infrastructure
- 2 hangars accolés en tôles et poutrelles de type Eiffel de 5 000 m2 de 1938 classés aux  monuments historiques.
- 1 piste en herbe de 970 m de long pour 150 m de large.

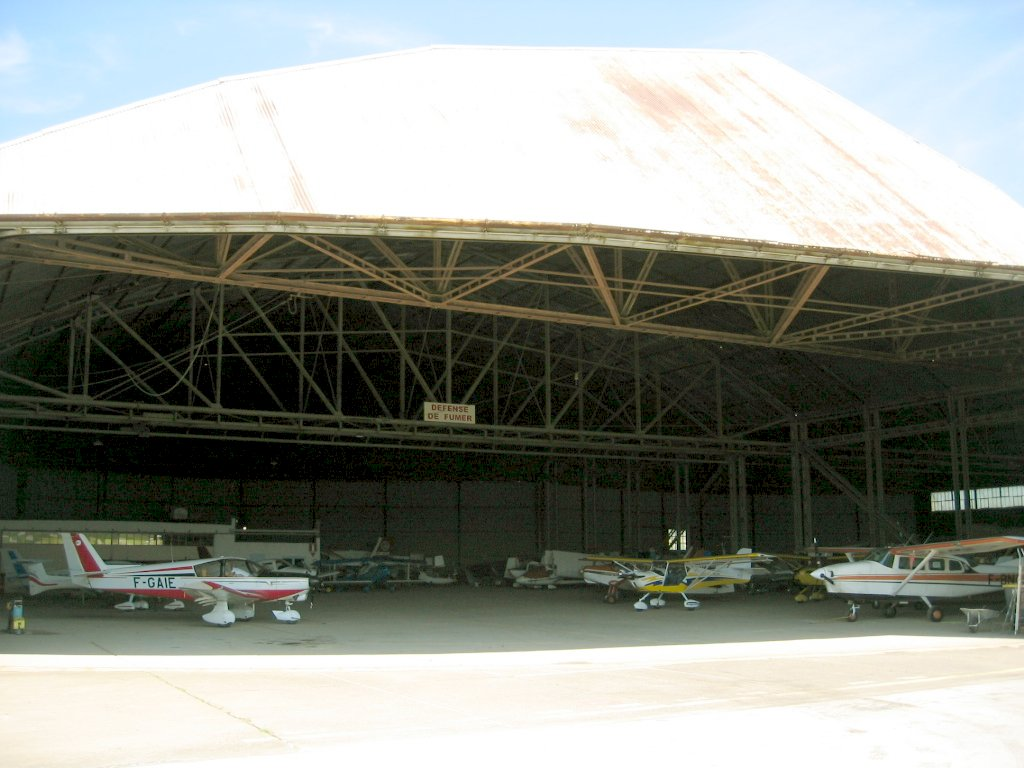
Hangar aviation de loisirs.
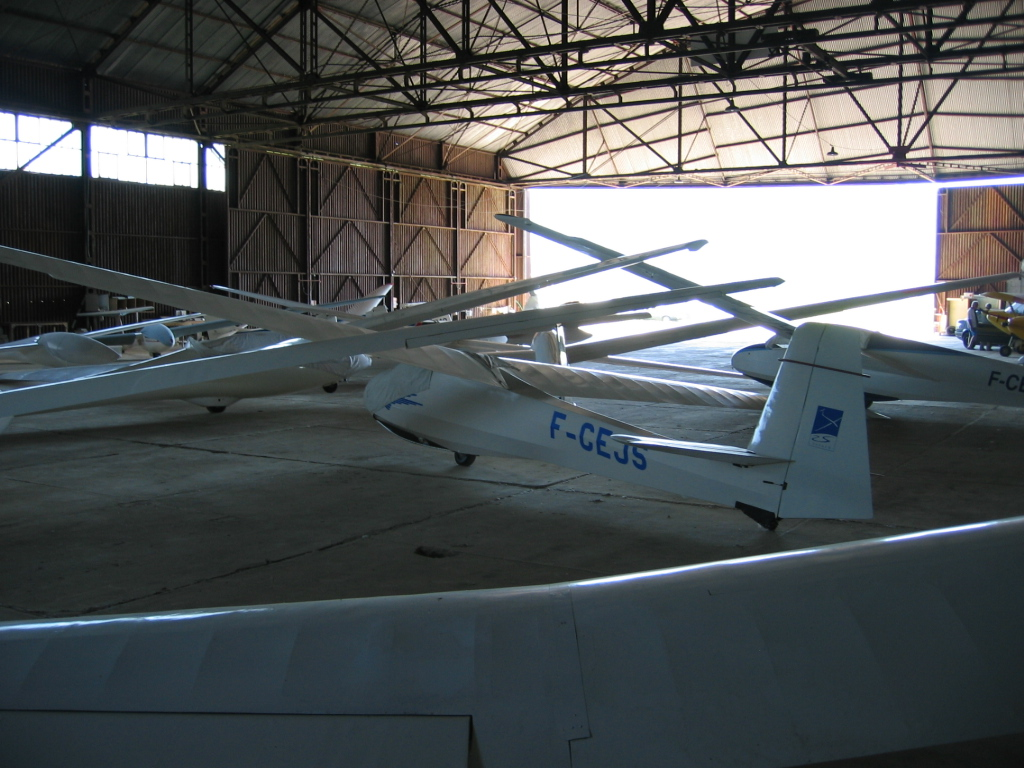
Hangar planeurs.
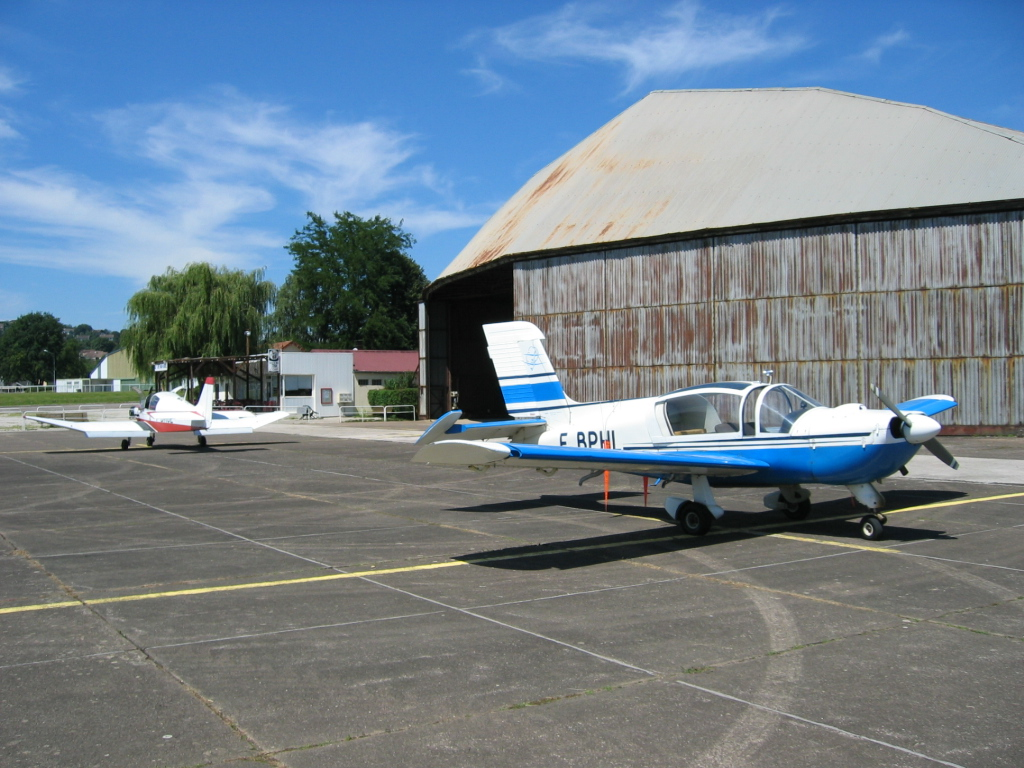
Morane-Saulnier Rallye MS 893 de 180 ch utilisé pour remorquer des planeurs.

## Historique
En 1911, alors que Louis Blériot a accompli l'exploit de traverser la Manche pour la première fois le 25 juillet 1909 en 37 minutes à bord de son Blériot XI, un premier meeting aérien est organisé dans la banlieue de Besançon sur le polygone de Palente (alors terrain militaire) et recueille « un énorme succès populaire ».
En 1932, le ministère de l'Air accorde une subvention au département du Doubs pour acheter des terrains dans la plaine de Thise à 5 km au nord-est de Besançon et fonder en 1934 ce premier aérodrome et Aéro-club départemental du Doubs.
En 1938, l'Armée de l'air déclare l'aérodrome de Besançon-Thise aérodrome de dégagement pour les bases aériennes militaires de Dole, BA102 de Dijon et BA116 de Luxeuil et  fait construire les deux hangars actuels.
En 1944 l'aérodrome est utilisé une unique fois pendant la Seconde Guerre mondiale pour l'évacuation sanitaire de blessés de combats de la poche de Colmar et de la bataille des Vosges. La piste est rallongée à ses deux extrémités par les Américains qui y stationnent des Douglas C-47, des Piper Cub. Le terrain et les hangars sont mitraillés par une patrouille de deux Focke-Wulf 189 de reconnaissance dont les impacts de balles de mitrailleuses de petit calibre sont encore visibles dans les vitrages et les tôles du toit des hangars.
Un bombardier Boeing B-17 y a trouvé refuge.
Les deux hangars de 1938 sont aujourd'hui classés à l'inventaire des monuments historiques depuis 2007. Commencée en 2019, la rénovation des hangars s'est terminée en 2020 grâce au financement de l’État et de la collectivité ainsi qu'avec l'aide du loto du patrimoine.

## Autre aérodrome de Besançon
- Aérodrome de Besançon-La Vèze à La Vèze dans les hauteurs de Besançon avec Club d’hélicoptères et de parachutisme.